# Guyane néerlandaise
 (avril 2025).
Si vous disposez d'ouvrages ou d'articles de référence ou si vous connaissez des sites web de qualité traitant du thème abordé ici, merci de compléter l'article en donnant les références utiles à sa vérifiabilité et en les liant à la section « Notes et références ».
XVIIe siècle – 1796
1816–1975
Entités précédentes :
- terres amérindiennes (XVIIe siècle)
- Guyane britannique (1816)

Entités suivantes :
- Guyane britannique (1796)
- Suriname (1975)

La Guyane néerlandaise (en néerlandais : Nederlands-Guiana), parfois appelée Guyane hollandaise, est une ancienne colonie néerlandaise située sur la Côte Sauvage de l'Amérique du Sud. Elle correspond à l'actuel État du Suriname.

## Histoire
Ce territoire fut sous domination néerlandaise entre le XVIIe siècle et 1796, puis devint britannique jusqu'en 1816, pour redevenir néerlandaise pendant près de 160 ans jusqu'à son indépendance en 1975 sous le nom de Suriname, le dernier gouverneur de la colonie Johan Ferrier, devenant le premier président de la République de cet État indépendant.

Avant 1796, la Guyane néerlandaise est beaucoup plus vaste, avec les régions de Berbice, Démérara et Essequibo. En 1816, ces trois régions ne sont pas restituées aux Pays-Bas mais constituent la Guyane britannique jusqu'en 1966, date d'indépendance du Guyana. Le retour effectif des Pays-Bas au Suriname s'effectue au début de l'année 1817 avec l'envoi d'un gouverneur. Entretemps, des colons britanniques ont installé des esclaves d'origine africaine, de leurs colonies des Antilles, déjà anglophones. Pendant la période de transition entre les deux systèmes coloniaux, entre 1814 et 1817 (traité de Vienne), il y a de nombreuses évasions d'esclaves (marronnage) qui s'installent à l'intérieur du pays, loin des côtes. C'est ce qui explique en partie l'importance de la langue anglaise dans le pays.

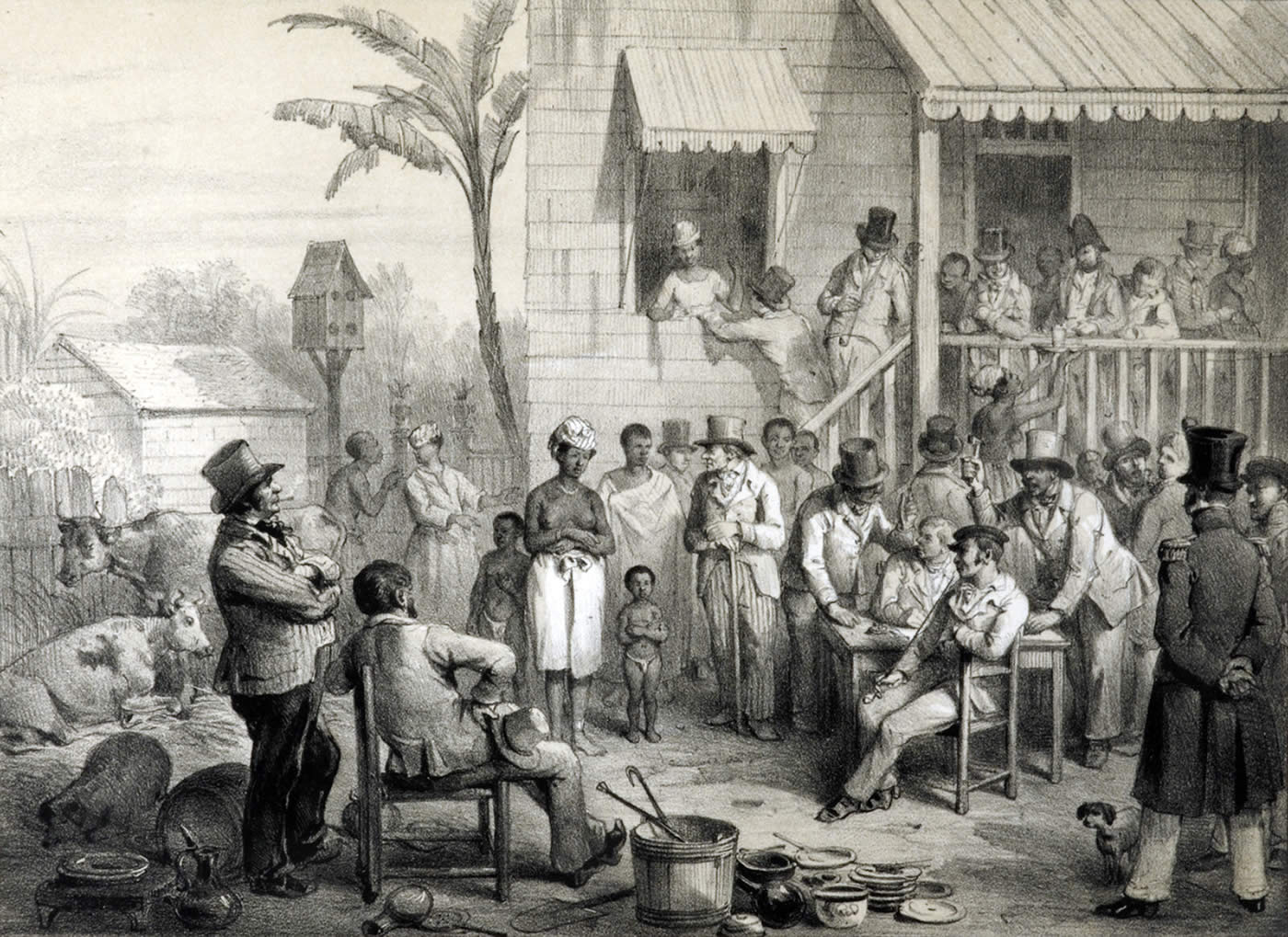
Vente d'esclaves à Paramaribo en 1831.
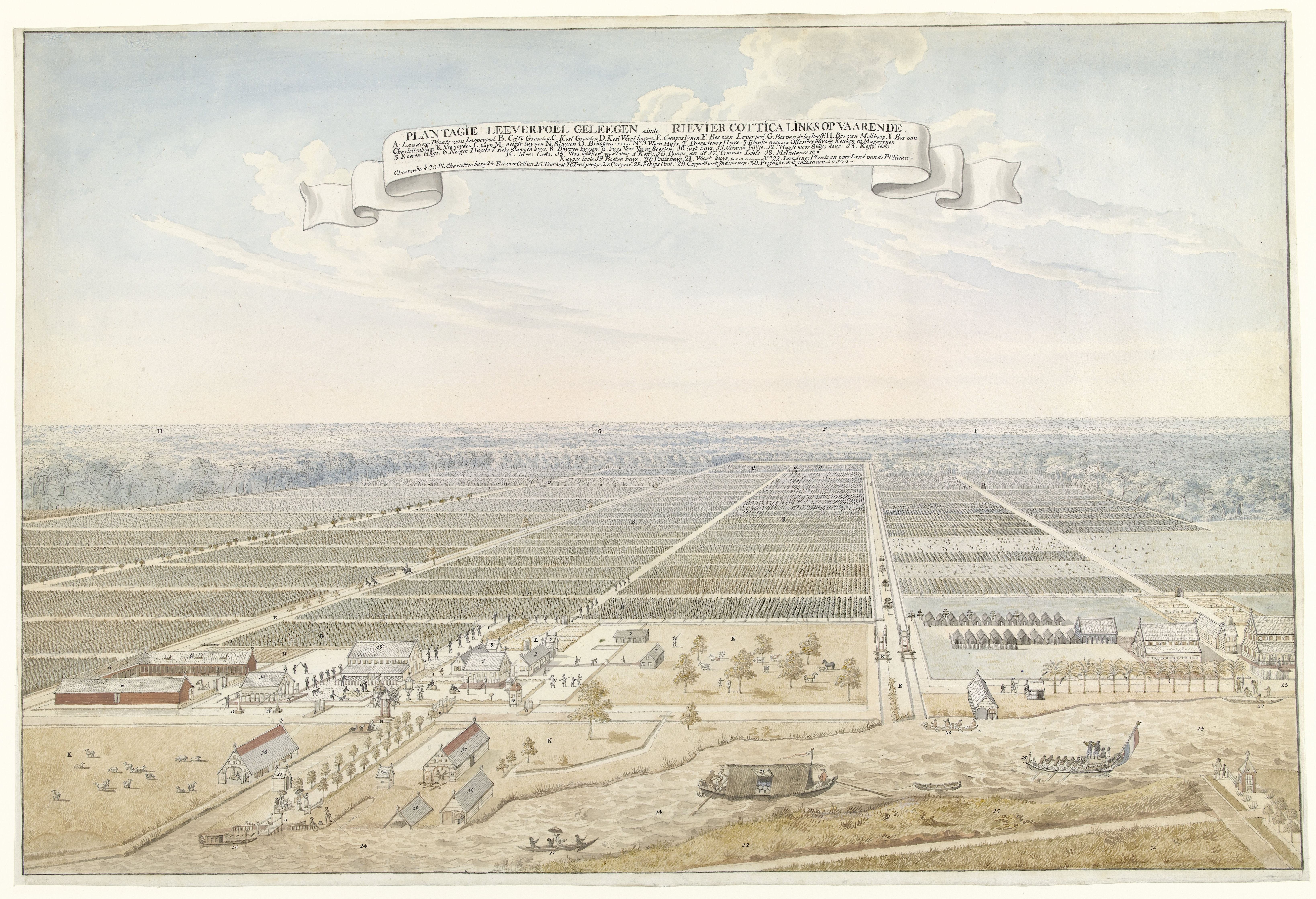
Vue de la plantation de café Liverpool dans  la seconde moitié du XVIIIe siècle.
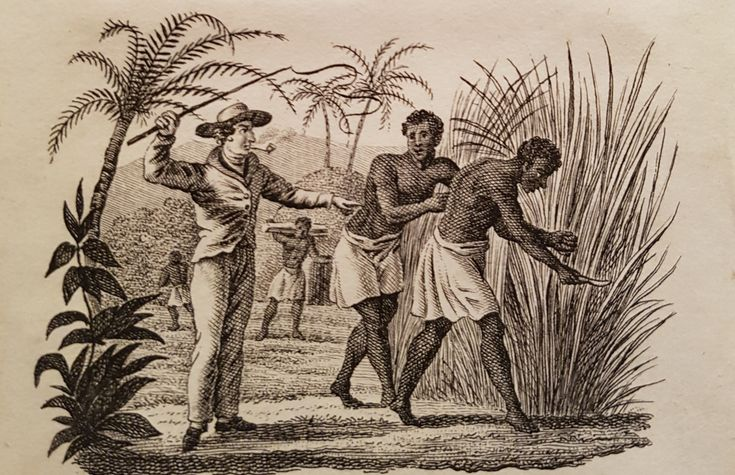
Esclaves récoltant la canne à sucre.
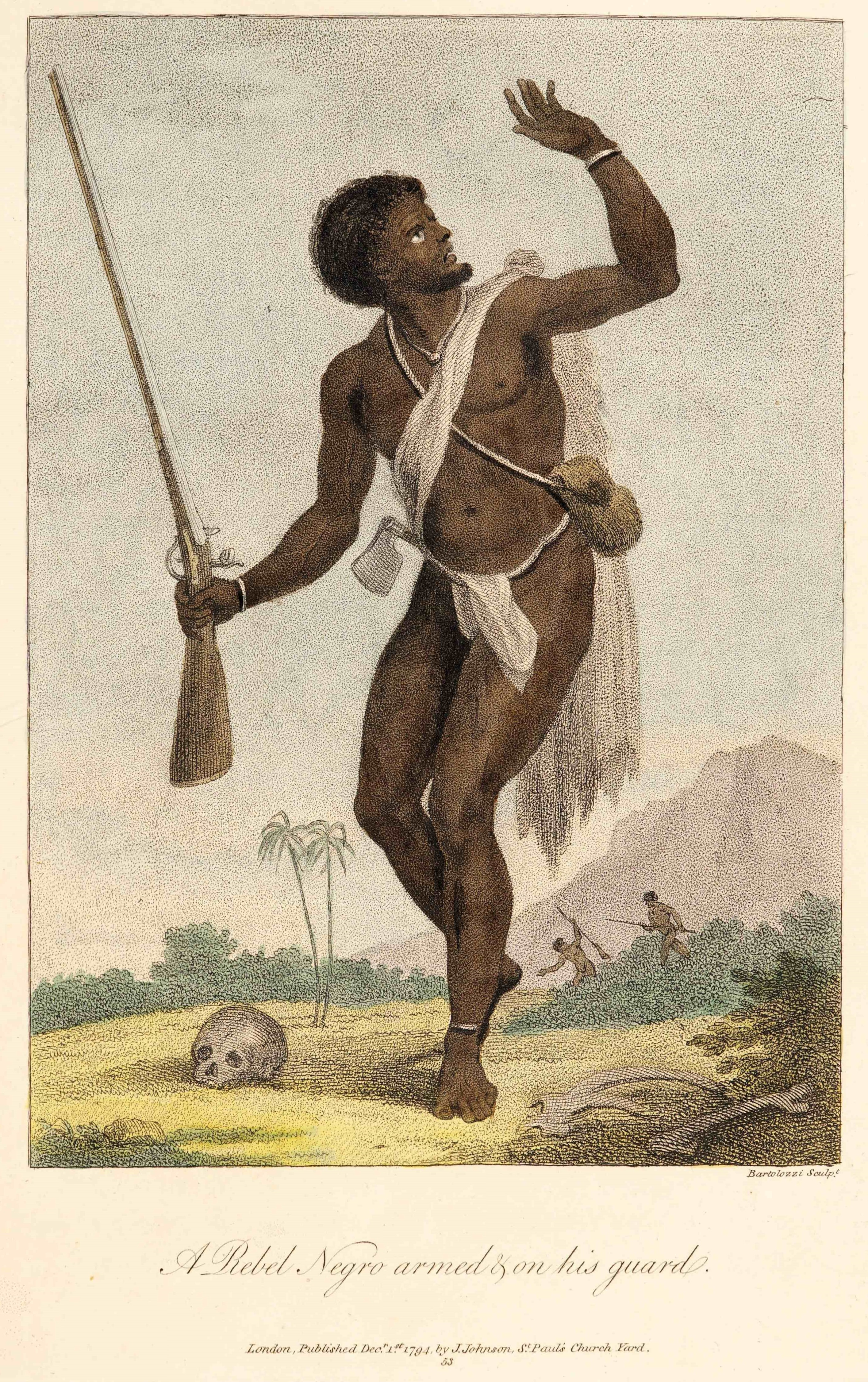
Esclave en fuite (marron).
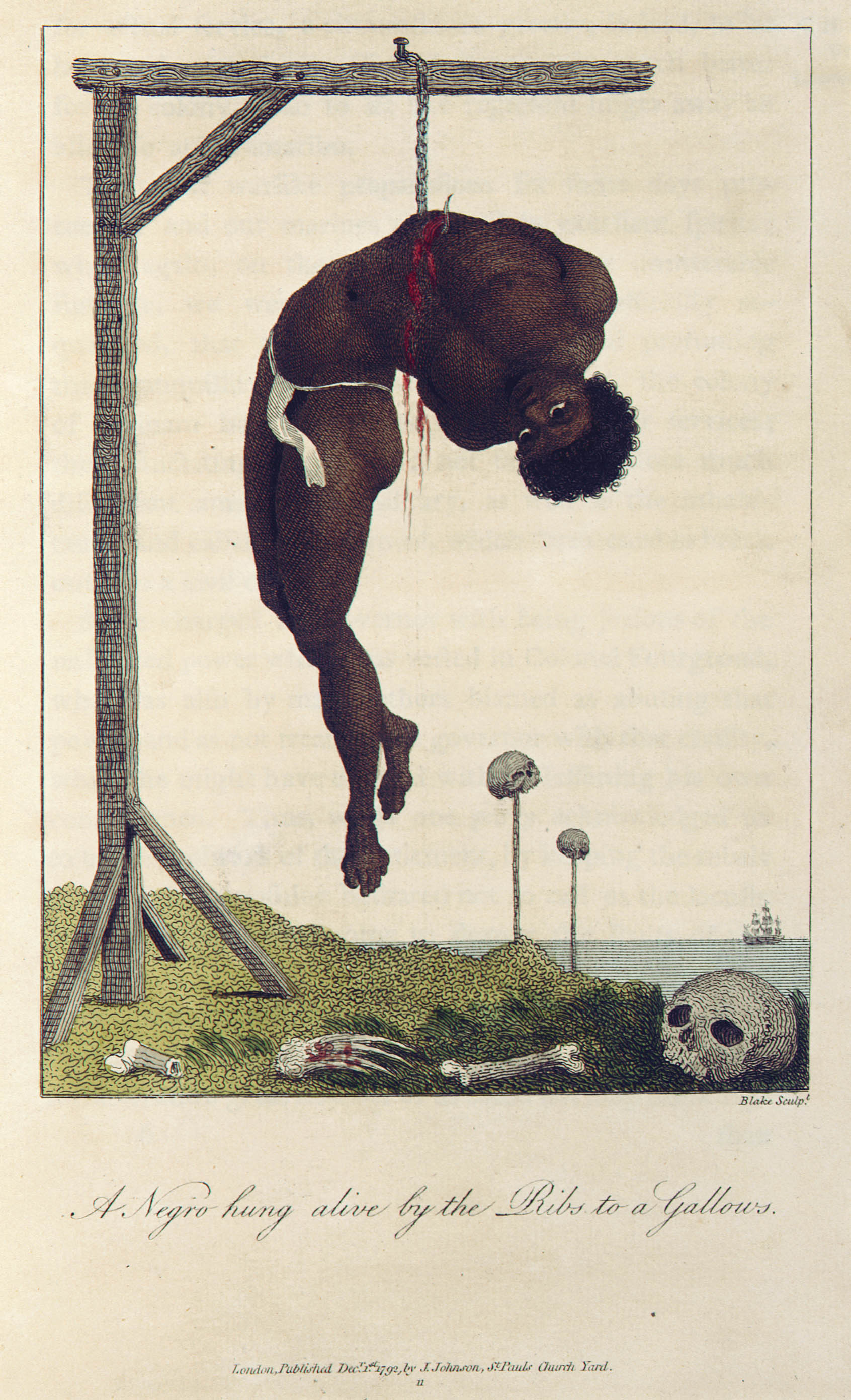
Châtiments infligés aux esclaves noirs révoltés. Gravure de 1796, par William Blake.
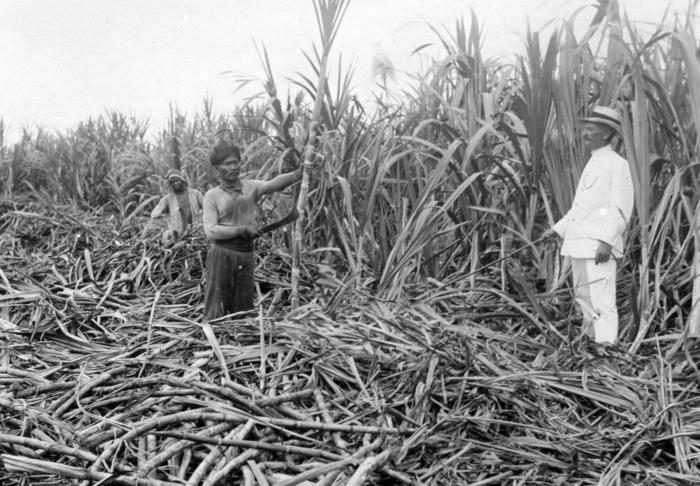
Engagés javanais dans la Plantation Marienbourg vers 1930.